# Gábor Kereskényi
Gábor Kereskényi (n. 29 ianuarie 1980, Satu Mare, România) este un om politic român, care ocupă funcția de primar al municipiului Satu Mare din anul 2016.

## Biografie
La vârsta de numai 21 de ani a fost numit secretar la Birou Senatorial din Parlamentul României, unde a activat între anii 2001 și 2005. A absolvit cu diplomă de licență în anul 2003, în aceeași perioadă în care era și secretar la Biroul Senatorial din Parlamentul României, Facultatea de Drept a Universității din Debrețin. A îndeplinit apoi funcțiile de jurist la Biroul de evidență a persoanei (2005-2007) și la societatea comercială APASERV (2008-2012) și viceprimar al municipiului Satu Mare (2008-2012). În legislatura 2012-2016 a fost deputat de Satu Mare în Parlamentul României, fiind ales pe listele UDMR.
În 2016 Gábor Kereskényi a fost ales primar al municipiului Satu Mare, fiind reales în anul 2020 cu mai mult de 50% din voturi.